# Cantó de Gòrda
El cantó de Gòrda és una antiga divisió administrativa francesa del departament de la Valclusa, situat al districte d'Ate. Té 8 municipis i el cap és Gòrda. Va desaparèixer el 2015.

## Municipis
- Lei Baumetas
- Gòrda
- Gòud
- Jocaç
- Lieus
- Murs
- Rossilhon
- Sant Pantali

| Data d'elecció                           | Identitat       | Partit           | Qualitat |
| ---------------------------------------- | --------------- | ---------------- | -------- |
| 1970-1976                                | Justin Bonfils  | Divers droite    |          |
| 1976-1994                                | René Richard    | PCF              |          |
| 1994-2015                                | Maurice Chabert | RPR, després UMP |          |
| les dades anteriors no són pas conegudes |                 |                  |          |
|                                          |                 |                  |          |